# (10557) Rowland
(10557) Rowland  es un asteroide perteneciente al cinturón de asteroides, descubierto el 15 de septiembre de 1993 por Eric Walter Elst desde el Observatorio de La Silla, en Chile.

## Designación y nombre
Rowland se designó inicialmente como 1993 RL5.
Más adelante fue nombrado en honor al físico experimental estadounidense Henry Augustus Rowland (1848-1901).

## Características orbitales
Rowland orbita a una distancia media del Sol de 2,3459 ua, pudiendo acercarse hasta 2,2016 ua y alejarse hasta 2,4903 ua. Tiene una excentricidad de 0,0615 y una inclinación orbital de 2,5918° grados. Emplea en completar una órbita alrededor del Sol 1312 días.

## Características físicas
Su magnitud absoluta es 14,4. Tiene 6,060 km de diámetro. Su albedo se estima en 0,087.